# گورستان بابانجم
قبرستان بابا نجم مربوط به دوران‌های تاریخی پس از اسلام است و در شهرستان فیروزآباد، بخش مرکزی، روستای بابانجم واقع شده و این اثر در تاریخ ۲۳ بهمن ۱۳۸۰ با شمارهٔ ثبت ۴۷۳۵ به‌عنوان یکی از آثار ملی ایران به ثبت رسیده است.